# グルメント・ノーヴァ
グルメント・ノーヴァ（イタリア語: Grumento Nova）は、イタリア共和国バジリカータ州ポテンツァ県にある、人口約1,700人の基礎自治体（コムーネ）。

## 地理

### 位置・広がり

#### 隣接コムーネ
隣接するコムーネは以下の通り。括弧内のSAはサレルノ県（カンパニア州）所属を示す。
- マルシコヴェーテレ
- モリテルノ
- モンテムッロ
- モンテサーノ・スッラ・マルチェッラーナ (SA)
- サルコーニ
- スピノーゾ
- トラムートラ
- ヴィッジャーノ